# Петров, Николай Петрович (писатель)
Николай Петрович Петров (литературный псевдоним Ижентей или Ижендей, род. 1953) — советский и российский писатель.

## Биография
Родился 14 февраля 1953 года в деревне Верхняя Шорсирма Цивильского района Чувашской АССР.
Окончил Унгасемскую восьмилетнюю школу, Красноармейскую среднюю школу и Чувашский сельскохозяйственный институт (ныне Чувашский государственный аграрный университет). В 1976 году был призван в Советскую армию. Отслужив, вернулся в родную деревню и начал работать в совхозе.
С 1990 до 1996 года заочно учился в Чувашском государственном университете им. И. Н. Ульянова на факультете чувашской филологии и культуры. По окончании вуза работал в сельской школе, на производстве, в школе, в журналистике. В настоящее время он работает редактором отдела в «Издательском доме „Хыпар“».
Писать Н. П. Петров начал ещё в школьные годы: это были заметки и стихи, которые печатались в школьных стенгазетах, а затем — в районной печати. Вскоре его стихи появились на страницах республиканской периодической печати.
Николай Ижендей известен как поэт и публицист, прозаик и сказочник. С 1994 года — член Союза писателей России. Основные произведения писателя (на чувашском языке): «Чĕвĕлпи» (1993), «Çĕрпин чечек çĕршывĕнче» (1995), «Çавра кÿлĕ хĕрринче» (2001), «Çавал ен çаврисем» (2003), «Хÿреллĕ дневник» (2004), «Тĕрĕллĕ çыру тĕлĕнтермĕшĕсем» (2005), «Ташлакан купăс» (2006), «Чарусӑр мечӗк» (2008), «Шӑплӑхри аслати» (2009), «Кӗрешӳпе юрату» 2011), «Пӗчӗк салтак» (2012).

## Заслуги
- Лауреат премии Комсомола Чувашии имени М. Сеспеля.
- Четырежды становился победителем конкурса «Литературная Чувашия: книга года» — в 2001, 2004, 2008, 2013 годах.
- В республиканском конкурсе «Литературная Чувашия: книга года — 2005» книга Николая Ижендея «Хÿреллĕ дневник» стала победителем в номинации «Самая читаемая детская книга на чувашском языке».
- Награждён Почетной грамотой Государственного Совета Чувашской Республики (2003, за заслуги в развитии чувашской литературы).
- Заслуженный работник культуры Чувашской Республики (2013).[3]